# Sebastiano Luperto
Sebastiano Luperto (* 6. September 1996 in Lecce) ist ein italienischer Fußballspieler.

## Karriere
Luperto entstammt der Jugend der US Lecce, für die er bis 2013 aktiv war. Im August desselben Jahres kam er zu seinen ersten Profieinsätzen, als er in der Coppa Italia 2013/14 in der ersten, zweiten und dritten Runde jeweils eingewechselt wurde. Kurz darauf lieh die SSC Neapel ihn für seine Primavera-Mannschaft aus. Im Sommer 2014 wurde Luperto dann fest verpflichtet und spielte weiterhin für die Primavera, gehörte jedoch teilweise zur ersten Mannschaft für die Spielzeit 2014/15. Das erste Mal im Kader der SSC stand Luperto am 7. Dezember 2014 beim 2:2-Unentschieden gegen den FC Empoli. Nach vier weiteren Kadernominierungen ohne Einsatz kam er am 3. Mai 2015 zu seinem Serie-A-Debüt für die Azzurri. Er wurde beim 3:0-Heimerfolg über die AC Mailand in der 84. Minute für David López eingewechselt.
Seit der Spielzeit 2015/16 ist Luperto fester Bestandteil der ersten Mannschaft, kam jedoch zu keinen weiteren Einsätzen für Neapel. Deshalb folgte 2016/17 eine Leihe zum FC Pro Vercelli in die Serie B, für den er in 32 Partien auf dem Feld stand. Im Sommer 2017 wurde er erneut verliehen, diesmal an den FC Empoli. 2020 wurde er an den FC Crotone verliehen.
Er gehörte dann formal zunächst wieder dem Kader des SC Neapels an. Mitte August 2021 wurde er vor Beginn des Spielbetriebs in der Saison 2021/22 für diese Saison wieder an den FC Empoli, der in dieser Saison in die Serie A aufgestiegen war, ausgeliehen.
Im Sommer 2024 wechselte er ligaintern zu Cagliari Calcio.

### Nationalmannschaft
Luperto lief für diverse Jugendnationalmannschaften Italiens auf.